# Délainage

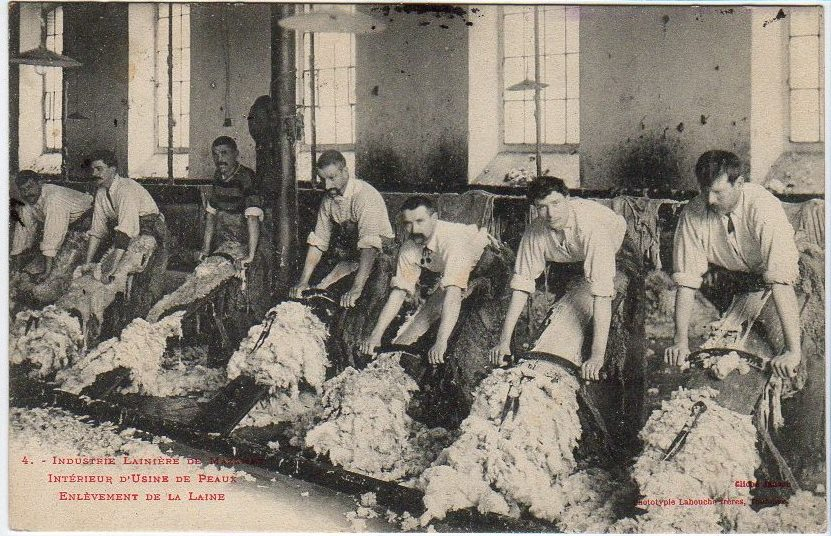
Travail de la laine à Mazamet

Le délainage est une technique qui consiste à traiter les peaux de moutons pour séparer la laine du cuir sans abîmer le cuir, par le procédé dit : procédé de l'échauffe.
Cette industrie fit, à la fin du XIXe siècle, la renommée de la ville de Mazamet (Tarn), dans le Sud de la France, qui comptait en 1900 une cinquantaine d'usines de traitement des peaux travaillant pour le monde entier. Les eaux de L'Arnette, rivière qui coule à Mazamet, possèdent des propriétés (absence de calcaire) qui permettaient de réaliser ce délainage dans des conditions optimales. Les deux dernières usines de délainage de la Montagne Noire ont fermé leurs portes en 2004.
Enfin, si le terme délainage n'a pas été inventé à Mazamet, en revanche, ce sont bien les industriels mazamétains qui ont mis au point le procédé de l'échauffe.

## Procédé de l'échauffe
C'est en voyant la laine se détacher de peaux de moutons pourries que les industriels mazamétains l'ont mis au point.
Ce procédé consiste à favoriser une fermentation de la peau de mouton qui va permettre l'ouverture des pores et ainsi, la libération de la laine ou du poil. Il se divise en plusieurs étapes :
- le trempage : c'est la toute première phase du délainage. La peau de mouton, de par sa constitution, est très sale et saturée d'impuretés. De plus pour éviter tout effet de pourrissement, lors de leur stockage dans les containers, les balles aux départs de peaux sont salées, avec du gros sel. Alors dès que ces peaux arrivent à l'usine de délainage, c'est le « grand bain ». Et pour ce « trempage » un bain d'eau simple, mais non calcaire, suffit ;
- le sabrage : à la suite du trempage, la peau, toujours humide, va passer dans la machine à sabrer. Cette machine est composée  d'une grille métallique et d'un rouleau garni de lames verticales. C'est entre les deux que la peau va poursuivre son chemin. Cette opération a pour but de séparer le poil longitudinalement (le peigner). Mais le souci de nettoyage de la peau est une constante. C'est pour cela que cette machine à sabrer est aussi équipée d'un jet d'eau très puissant qui se situe après le rouleau. Son rôle est d'éliminer une partie de la saleté accrochée aux poils et à la peau. À l'issue de cette deuxième phase, la laine est appelée « laine lavée à dos », tout simplement parce que la laine est encore sur la peau ;
- le re-trempage : c'est la troisième phase du délainage. Cette fois-ci le délaineur va retremper la peau dans un bain contenant un catalyseur. Il s'agit ici d'en accélérer l'ouverture des pores et de permettre un peu plus tard de libérer les précieux poils ;
- l'étuvage, quatrième phase du délainage, phase très critique. En effet l'étuvage est une opération très surveillée. Pour cette opération capitale, les peaux sont placées sur des rayonnages, laine vers le bas, dans des étuves à 37 °C. Ensuite le Maître Laineur vérifie l'avancée de la fermentation, régulièrement, toutes les deux heures, même si ce temps peut varier en fonction des types de peaux (plusieurs types de peau en fonction des races de moutons). Pour ce faire il tire sur le poil. Dès que celui-ci commence à se détacher de la peau, il l'envoie au « pelage ». En fait ce processus n'est qu'une fermentation très surveillée. De plus la fermentation diffère d'une peau à l'autre même si les peaux en question ont été placées dans l'étuve en même temps. C'est ce qui va jouer sur leur qualité. Ainsi lorsqu'elles seront délainées et séchées, elles seront triées par qualité avant d'être tannées. On mesure alors la responsabilité du Maître Laineur. La conséquence d'une fermentation trop avancée est la détérioration de la qualité de la peau, qui la rend impropre au tannage. C'est une perte sèche pour le délaineur ;
- le pelage. Au début de l'épopée du délainage, le pelage était réalisé manuellement par les « peleurs », à l'aide du couteau de pelage. Ce procédé vient donc après l'étuvage et consiste à séparer définitivement le poil de la peau. Le peleur était debout, arc-bouté sur son outil de travail : le banc de pelage. Une extrémité de ce banc reposait à même le sol et l'autre, était relevée par un croisillon de bois, de façon que le ventre du peleur puisse s'appuyer dessus. Cela permettait à l'ouvrier peleur de coincer le haut de la peau sous son ventre. Il ne lui restait plus qu'à prendre le couteau de pelage entre ses deux mains et à peler la peau, pour arracher la laine dans un mouvement descendant. C'était un travail extrêmement contraignant. Aujourd'hui, le travail du peleur est entièrement automatisé grâce à des machines très performantes ;
- le lavage à fond. À l'issue de la phase de pelage, la peau et la laine sont donc séparées. La peau est séchée et donne le cuirot, qui sera envoyé à la mégisserie. La laine, de son côté, est encore assez graisseuse, depuis l'opération de sabrage aucune opération de lavage n'a été effectuée. Le suint est encore sur le poil. Pour l'éliminer, on trempe la laine dans un bain de soude concentrée et de savon. Elle en ressort absolument dégraissée et prête aux opérations de peignage et de teinture. C'est cette laine que l'on appelle « laine lavée à fond ».

À partir de là, ce sont les usines de textiles qui prennent le relais. Elles étaient assez  nombreuses à Mazamet, mais surtout très présentes dans le Castrais ainsi qu'à Labastide-Rouairoux, à une vingtaine de kilomètres de Mazamet. Mais la plus grande partie des stocks de laines étaient vendus à l'étranger, en Angleterre et dans les grands centres textiles car la renommée de Mazamet était très importante : on pouvait trouver toutes les qualités de laine en provenance de tous les continents (Argentine,  Uruguay, Afrique du Sud, Australie et  Nouvelle-Zélande) et très rapidement. Voilà pourquoi, au XXe siècle, Mazamet fut appelé « Centre mondial du délainage ».